# أمين لبادة
أمين لبادة، (ولد عام 1986 في نابلس، استشهد في 22 نيسان 2007 فيها)، قيادي في كتائب شهداء الأقصى ومؤسس مجموعات فهود الكتائب في نابلس. شارك في الانتفاضة الفلسطينية الثانية وفي معركة البلدة القديمة في نابلس. استشهد في اشتباك مسلح مع جيش الاحتلال الإسرائيلي.

## عنه
شارك في أعمال المقاومة الفلسطينية وهو في سن السادسة عشرة، ولاحقته سلطات الاحتلال الإسرائيلي وتعرض لعدة محاولات لاغتياله بترت يده في واحدة منها، كما نسف جيش الاحتلال بناية مكونة من أربعة طوابق أثناء محاصرته في حي الجبل الشمالي في نابلس، ولكنه تمكن من الفرار من البناية. اعتقلت قوات الاحتلال والدته أكثر من مره لإجباره على تسليم نفسه وهدمت منزل أسرته.
نشط في تصنيع المتفجرات ونفذ عدة هجمات على آليات الاحتلال في نابلس تسببت بقتلى وإصابات بين جنوده، ويشار إلى أنه قد أخرج أسرته من المنزل في حي القيسارية في البلدة القديمة بعد تكرار مداهمات جيش الاحتلال المنزل، وفخخ مدخله وفجره لدى مداهمته موقعا إصابات في القوة المداهمة. بعد خمس سنوات من الملاحقة حاصرته قوات الاحتلال يوم 22 نيسان 2007 حي كروم عاشور في نابلس واستشهد ورفيقه فضل نور بعد اشتباك مسلح معها دام خمس ساعات.